# Heilige Kruisvindingskerk (Mal)
De Heilige Kruisvindingskerk is een kerkgebouw in Mal in de Belgische gemeente Tongeren-Borgloon in de provincie Limburg. Om de kerk ligt het kerkhof. De kerk is de parochiekerk van het dorp en is gewijd aan de Heilige Kruisvinding.

## Historiek
Oorspronkelijk stond hier een romaanse kerk. In 1845-1846 werd de huidige kerk gebouwd naar het ontwerp van J. Dumont.

## Beschrijving
Het neogotische pseudobasilicale gebouw bestaat uit een ingebouwde westtoren en een driebeukig schip met vier traveeën, dat eindigt in een koor met een rechte travee en een vijfzijdige koorsluiting. Het koor wordt geflankeerd door sacristieën, de zuidelijke werd later pas gebouwd. Het gebouw is opgetrokken in baksteen met afwerkingen in natuursteen. De toren heeft drie geledingen, met iedere gevel uitlopend in een puntgevel en wordt bekroond met een naaldspits. 
Aan de westzijde heeft de toren op elkaar gestelde steunberen met vijf versnijdingen in natuursteen. Aan de westzijde heeft de toren een spitsboogportaal in natuursteen, in de tweede geleding een spitsboogvenster (westgevel) en in iedere zijde van de bovenste geleding rondboogvormige galmgaten in natuursteen. Aan weerszijden van de toren bevindt zich in de westgevel een spitsboogvenster, ook in natuursteen. De zijbeuken en het koor hebben wederom spitsboogvensters in natuursteen en worden rondom de kerk verbonden door een doorlopende kalkstenen druiplijst. Het schip en het koor worden samen gedekt onder een zadeldak van leien. Tussen de middenbeuk en de zijbeuken bevinden zich spitsboogarcades op zuilen met bladkapiteel. Het schip is overwelfd door kruisribgewelven.